# Ohne jede Spur – Der Fall der Nathalie B.
Ohne jede Spur – Der Fall Nathalie B. (Arbeitstitel Du kriegst mich nicht) ist ein deutsch-österreichischer Fernsehfilm aus dem Jahr 2025 von Regisseurin Esther Rauch nach einem Drehbuch von Jonas Brand und Lia Perez mit Luise von Finckh in der Titelrolle. Die Handlung basiert auf der Entführung von Nathalie Birli im Jahr 2019. Auf ORF ON wurde der True-Crime-Thriller am 5. Februar 2025 veröffentlicht, im ORF wurde der Film am 6. Februar 2025 erstmals ausgestrahlt.

## Handlung
Die 26-jährige Triathletin Nathalie B. beginnt drei Monate nach der Geburt ihrer Tochter wieder mit dem Training, während sich ihr Mann Martin um das gemeinsame Baby kümmert. Auf einer Trainingsfahrt wird sie auf einer Bergstraße von einem Auto eingeholt und angefahren, sie kommt dabei zu Sturz, wird vom Fahrer des Fahrzeuges niedergeschlagen, gefesselt und in seinem Auto entführt. Nachdem sie nach zwei Stunden noch nicht wieder zurück ist, wird ihr Ehemann unruhig. Er geht auf die örtliche Polizeidienststelle um eine Vermisstenanzeige aufzugeben, allerdings sei eine Suche laut Polizistin Ivanovic und Polizist Kapfhammer erst nach 48 Stunden Abgängigkeit möglich. Martin befürchtet, dass seine Frau schwer verletzt im Straßengraben liegen und verbluten könnte.
Martin kontaktiert die Krankenhäuser und die Feuerwehr, die ihn an die Polizei verweist. Daher startet er auf eigene Faust eine Suchaktion, bei der ihm Georg hilft, während sich Nelly um das Kind kümmert. Martins Freund Djamel ruft in den sozialen Medien zur Suche auf.
Währenddessen kommt Nathalie gefesselt in einem abgelegenen Haus wieder zu Bewusstsein. Ihr Entführer stellt sich ihr als Florian vor. Eine Antwort auf die Frage, warum sie hier ist, gibt er ihr nicht. Zunächst noch bemüht freundlich um Kooperation werbend, nötigt er sie alsbald unter Anwendung von Gewalt mehrfach zu Dingen, die sie nicht tun möchte, wie etwa mit ihm Wein zu trinken und sich zum Baden auszuziehen. Er verspricht ihr allerdings, dass sie am nächsten Tag wieder frei sein soll, sofern sie alles tut, was er möchte. Nathalie gerät trotz aller Nötigungen nicht in Panik und versucht, eine Art Beziehung zu Florian aufzubauen.
Polizistin Ivanovic bietet Martin ihre Hilfe an, obwohl sie offiziell noch keine Suche einleiten kann. Polizist Kapfhammer findet nach einem Telefonat mit einer anderen Dienststelle heraus, dass vor zwei Tagen ein Mann in einem roten Kombi oder Kastenwagen eine Radfahrerin verfolgt hat. Mittlerweile sind auch Feuerwehr und Bergrettung sowie rund 200 Freiwillige, die Djamels Aufruf in den sozialen Medien gefolgt sind, an der Suchaktion beteiligt, auch ein Hubschrauber ist im Einsatz.
In Florians Haus stellt sich derweil heraus, dass er Orchideen züchtet. Nathalie äußert spontan Bewunderung für sein Orchideenzimmer und gewinnt so erstmals Florians Vertrauen. Er erzählt, dass er seine Eltern nie kennengelernt hat und bei seinen Großeltern aufwuchs, die beide nicht mehr leben. Vor einigen Jahren sei er mit einem Cousin in Thailand gewesen und habe dort eine Prostituierte kennengelernt, die ihm gesagt habe, dass sie ihn liebe. Nathalie bietet ihm an, zu behaupten, dass ihr ein Reh vors Rad gelaufen wäre und er sie gefunden und sich um sie gekümmert hat. Die beiden machen sich mit dem Auto auf den Weg.
Polizistin Ivanovic findet bei der nächtlichen Suchaktion Nathalies Brille am Straßenrand an einer Stelle, wo Florian kurz angehalten und Nathalie geknebelt hatte. Sie überprüft die roten Kombis in der Umgebung – einer davon ist tatsächlich in der Nähe gemeldet. Das alleinstehende Haus ist zwar leer, das rote Auto wurde allerdings zwischenzeitlich von der Feuerwehr gesichtet und ist auf einen Forstweg eingebogen. Florian bringt Nathalie mit dem Auto zu ihr nach Hause. Nathalie flüchtet sofort ins Haus und ruft den verdutzten Martin an, der seinerseits die Polizei informiert. Florian fordert lautstark, in das Haus gelassen zu werden. Nathalie und ihre Mutter reagieren nicht, verstecken sich im Haus. Als Martin und die Polizei eintreffen, ist Florian weg. Erst später wird er in seinem Haus von der Polizei festgenommen.
Nathalie hat bei der Entführung eine Kopfverletzung, einen gebrochenen Arm und zahlreiche Prellungen erlitten. Noch schwerer wiegt aber die Traumatisierung durch die ihr zugefügte Gewalt, so ist sie etwa anfangs beim Radtraining bei jedem von hinten nahenden Auto einer Panik nahe und hat noch lange Zeit bei verschiedensten Gelegenheiten Flashbacks, die sie an die Tat erinnern. Im Abspann erfährt der Zuschauer, dass der Täter als nicht zurechnungsfähig in ein forensisch-therapheutisches Zentrum eingewiesen wurde.

## Produktion und Hintergrund
Die Dreharbeiten fanden unter dem Arbeitstitel Du kriegst mich nicht vom 29. August bis zum 26. September 2023 in der Steiermark statt. Drehorte waren  Graz, Kumberg und Umgebung.
Produziert wurde der Film von der deutschen Zeitsprung Pictures GmbH (Produzenten Dominik Frankowski, Till Derenbach und Michael Souvignier) und der österreichischen Graf Filmproduktion GmbH (Produzenten Livia Graf-Bechler und Klaus Graf) im Zusammenarbeit mit dem Österreichischen Rundfunk sowie der ARD Degeto. Unterstützt wurde die Produktion von FISA+, Film in Austria (ABA), dem Fernsehfonds Austria, Cine Styria sowie der Film Commission Graz.
Die Kamera führte Mario Minichmayr, die Montage verantwortete Cordula Werner, das Casting Marc Schötteldreier und Marion Rossmann, die Musik schrieben Dürbeck & Dohmen. Das Kostümbild gestaltete Veronika Albert, das Szenenbild Veronika Merlin, den Ton Gregor Manhardt und die Maske Ines Steininger und Lilli Brée. Als Stuntkoordinatoren fungierten Joe Tödtling und Cornelia Dworak.
Ergänzend zum Spielfilm entstand von April bis Mai 2024 unter der Regie von Michael Mueller die 45-minütige Dokumentation Das zweite Leben von Nathalie in Graz, Kumberg und Umgebung und Wien.

## Veröffentlichung
Auf ORF ON wurde der True-Crime-Thriller am 5. Februar 2025 veröffentlicht, im ORF wurde der Film am 6. Februar 2025 erstmals ausgestrahlt.
Im Ersten wurde der Film am 29. Mai 2025 erstmals gezeigt.

## Rezeption

### Kritiken
Rainer Tittelbach vergab auf tittelbach.tv 4,5 von 6 Sternen. Während die Szenen „draußen“, die Suche, nicht immer überzeugen könnten, sei der Zweikampf zwischen dem Entführer und seiner Gefangenen ein psychologisch tiefes, stark gespieltes, hochintensives Drama.
Oliver Alexander meinte auf quotenmeter.de, dass sich der Film zu sehr anstrenge, möglichst wahr rüberzukommen, sodass er manchmal künstlich wirke. Hauptdarstellerin Luise von Finckh spiele mit einer bemerkenswerten Mischung aus körperlicher Präsenz, innerer Zerrissenheit und mütterlicher Klarheit. Der Film funktioniere, wenn er ruhig ist. Der Rest wirke oft wie ein müder Aufguss aus uralten Fernsehfilmen.
Oliver Armknecht bewertete die Produktion auf film-rezensionen.de mit fünf von zehn Punkten. Der Film schwanke zwischen dem Strang um die Entführte und den um den sie suchenden Mann. Spannend sei er dabei nicht, man erfahre auch nicht sehr viel zu den Figuren.

### Quote
Die Erstausstrahlung im ORF am 6. Februar 2025 erreichte bis zu 501.000 und durchschnittlich 479.000 Seher und einen Marktanteil von 19 Prozent. Die Dokumentation Das zweite Leben von Nathalie verzeichnete bis zu 347.000 und durchschnittlich 319.000 Seher und einen Marktanteil von 15 Prozent.
In Deutschland sahen die Erstausstrahlung am 29. Mai 2025 im Ersten 4,61 Millionen Personen bei einem Marktanteil von 21,2 Prozent.